# Oltedal
Oltedal är en tätort i Gjesdals kommun i Rogaland fylke i sydvästra Norge. Orten ligger där fylkesväg 450 möter fylkesväg 508, norr om Oltedalsvatnet, nordöst om kommunens centralort Ålgård.